# Breathe (canción de Miss A)
«Breathe» —en español: «Respirar»— es una canción interpretada por el grupo coreano Miss A, incluida en el segundo minálbum del grupo Step Up, lanzado en 2010 y en el primer álbum del grupo, A Class. Fue lanzado como sencillo en Corea del Sur  el 1 de septiembre del año 2010. Se convirtió en el segundo sencillo del grupo y el primero de "Step Up". Es también conocida como «I Can't Breathe».
El sencillo está  entre los más exitosos del grupo, debido a que es la primera canción de Miss A que ingresa a una lista internacional. A finales de mayo de 2011, ingresó al VOX 9, lista salvadoreña emitida por la señal de la radioemisora local, VOX FM, donde pasó ocho semanas dentro y le dio un impulso al grupo en El Salvador.
La letra de la canción habla de cuando una chica se enamora por primera vez. También habla de las experiencias amorosas que cada integrante ha tenido en su vida.Se mencionan diferentes etapas del amor y de lo que una chica siente cuando se enamora.
El videoclip de “Breathe” fue estrenado en la televisión coreana  en septiembre de 2010 y contó con una buena aceptación en Youtube; hasta la fecha, el video ha contado con más de nueve millones de visitas, siendo el videoclip con más visitas del grupo.  
El 21 de octubre de 2010, la canción ganó el Primer Lugar en el programa de música "MNET emkaunteudaun".

## Recepción

### Comercial
«Breathe» recibió una buena recepción comercial en Corea y una recepción menor en El Salvador. En septiembre de 2010, logró ingresar al Gaon Chart Digital, la lista principal del sitio Gaon Chart-la cual ha sido comparada con la lista Hot 100 de Billboard- en el que alcanzó la posición n.º 02, el segundo Top 10 en Corea del grupo. «Breathe» también ingresó a otras listas del Gaon Chart. Alcanzó el puesto n.º 1 en la lista Download Charts, gracias a las descargas digitales obtenidas. El 21 de octubre de 2010, alcanzó la posición n.º 01 en la lista emkaunteudaun del programa de música  MNET, por el cual recibió el premio “#01”, siendo el segundo número uno de Miss A en la lista, luego de Bad Girl Good Girl.En El Salvador, ingresó a la lista VOX 9 de la radioemisora VOX FM, una de las radios más importantes a nivel nacional,el 26 de abril de 2011.En esa  lista pasó ocho semanas dentro, variando entre las posiciones 1 y 7. El 24 de mayo del mismo año alcanzó la posición nº01, lugar que ocupó esa semana y la semana siguiente.
En cuanto a listas anuales, «Breathe» quedó como n.º 27 de la lista anual del Gaon Chart Digital, y como n.º 35 de la lista anual del sitio MNET Chart. En El Salvador clasificó como la posición n°14 de las 50 mejores del año 2011 en la radio emisora VOX FM .

## Video musical
El video musical fue estrenado a finales de septiembre de 2010.Fue publicado en Youtube en esos días y recibió una buena aceptación a base de las visitas y de los “likes” obtenidos.Se desconoce el director del video. 

### Trama
Al principio del video, aparecen las cuatro integrantes de una puerta a un cuarto de colores.Cuando empieza a sonar la canción, empiezan a bailar y aparecen en diferentes escenas con diferentes trajes y peinados. También aparecen diferentes escenarios de diferentes colores y en unas escenas aparecen los rostros de las cuatro integrantes con unas mascarilas—haciendo alusión con la letra de la canción que dice “No puedo respirar”.

### Recepción
Hasta el momento, ha recibido ya más de 10 millones de visitas, con más de 23 mil likes. Es, hasta el momento, el videoclip más visitado en Youtube de Miss A, seguido del video de Bad Girl Good Girl.
Ha aparecido en varios programas musicales en la televisión coreana. También, gracias al impulso en El Salvador, logró aparecer en programas  televisivos salvadoreños de música, entre los cuales se destacan ALÓ 33 y POP 2.0 y el canal de música Star Channel.

### Versión dance
Miss A publicó un video de Breathe como "versión dance". Aunque, la única diferencia es que esta versión es un poco más corta.

## Interpretaciones en vivo
Miss A interpretó  «"Breathe"» en el programa de música MNET  el 7 de octubre de 2010.La presentación se hizo  para promocionar  Step Up, el segundo miniálbum de Miss A.La presentación recibió buenas críticas por parte del público.

## Listas

### Semanales
| país (2010-2011)                  | posición |
| --------------------------------- | -------- |
| Gaon Chart Digital                | 2        |
| Gaon Chart Online                 | 3        |
| Gaon Download Charts              | 1        |
| Gaon BGM Chart                    | 4        |
| Gaon Heating ring chart           | 1        |
| Gaon Heating call ringtones chart | 7        |
| MNET Chart                        | 1        |
| Dosirak Chart                     | 1        |
| Bugs Chart                        | 3        |
| MNET emkaunteudaun Chart          | 1        |
| KBS Music Bank Chart              | 4        |
| VOX 9                             | 1        |
| Top 20 DZ                         | 1        |

### Anuales
| país (2010-2011)          | posición |
| ------------------------- | -------- |
| Corea Gaon Chart Digital  | 27       |
| Corea Gaon Chart Online   | 44       |
| Corea Gaon Chart Download | 36       |
| MNET Chart                | 35       |
| Vox 50 - Radio Vox FM     | 14       |

### Trayectoria en las listas
| Posición | 7 | 5 | 3 | 2 | 1 | 1 | 3 | 6 |

| Predecesor: "Next 2 You" de Chris Brown con Justin Bieber | VOX 9 — Sencillo N° 1 24 de mayo de 2011 — 7 de junio de 2011      | Sucesor: "Boyfriend" de Big Time Rush     |
| Predecesor: " Judas" de Lady Gaga                         | TOP 20 DZ — Sencillo N° 1 17 de junio de 2011 — 8 de julio de 2011 | Sucesor: "The Edge of Glory" de Lady Gaga |

## Premios
| Año  | Programa de música | Premio            | Resultado |
| ---- | ------------------ | ----------------- | --------- |
| 2010 | MNET emkaunteudaun | Canción #01       | Ganador   |
| 2010 | Mellon Music       | Hot teurendensang | Nominado  |

## Historial de lanzamientos
| País          | Fecha                   | Formato          | Discográfica       |
| ------------- | ----------------------- | ---------------- | ------------------ |
| Corea del Sur | 1 de septiembre de 2010 | Descarga digital | Loen Entertainment |

## Créditos
- Miss A – Voz

- Park Jing-young – productor

- Sunday  Brunch  de “10 Cents” – Escritor[6]